# 운동 불내성
운동불내성(exercise intolerance)이란 일반적인 신체조건을 가진 사람이 일정 수준이나 기간 동안 물리적 운동을 할 수 없는 사람이 가진 조건 또는 비정상적인 극심한 운동후통증, 피로, 다른 부정적 영향을 느끼는 것을 의미한다. 그 자체로는 질병이나 증후군은 아니지만, 증상으로 취급된다.